# Metavonones hispidus
Metavonones hispidus is een hooiwagen uit de familie Cosmetidae.